# Augusto De Luca
Pour les articles homonymes, voir De Luca.
Augusto De Luca (né le 1er juillet 1955 à Naples (Campanie)) est un photographe italien .

## Biographie
Après des études secondaires classiques, Augusto De Luca s’inscrit à l’université et obtient une licence en droit. Vers le milieu des années 1970, la passion pour la photographie le conduit à devenir photographe professionnel,. Il se passionne alors pour la photographie traditionnelle et le portrait, mais aussi pour la photographie expérimentale : il fait de nombreux essais en utilisant des matériaux les plus variés. Son style est caractérisé par une attention particulière à mettre en valeur les plus petits détails expressifs de l’objet cadré. Sa production montre des images de pur réalisme mais aussi d’autres où les formes et les signes s’associent selon des indications inspirées par la philosophie de la métaphysique.
Il a exposé dans plusieurs galeries italiennes et à l’étranger, dans certains musées et dans certains sièges institutionnels comme la Chambre des députés à Rome, divers instituts culturels et universités en Italie et à l’étranger. Ses photographies sont présentes dans plusieurs collections publiques et privées comme celles de la Bibliothèque nationale de France (Paris), l’Archive photographique communal de Rome, « l’International Polaroid collection » (États-Unis), la Galerie des arts esthétiques de la Chine (Pékin), le Musée de la photographie de Charleroi (Belgique). Tout au long de sa carrière, il a réalisé également des couvertures de disques, des panneaux publicitaires, des livres de photographies,.
En 1987, il a réalisé les scènes pour le programme de télévision Samarcanda (it) dirigé par le journaliste Michele Santoro.
Il a enseigné l’art de la photographie au club Montecitorio de la Chambre des députés.
Ses livres, recensés dans des essais, des revues spécialisées, des émissions à thème de la télévision Italienne Rai 2 et Rai 3, sont présentés dans leur préface ou dans les textes explicatifs par des personnages du monde de la culture comme le poète Mario Luzi, le metteur en scène Lina Wertmüller, l’historien Giovanni Pugliese Carratelli, les journalistes Maurizio Costanzo et Sandro Curzi, l’architecte Paolo Portoghesi, le compositeur Ennio Morricone.
En 1995, une exposition de ses photos à la Chambre des députés a été inaugurée par le président Giorgio Napolitano et les parlementaires « Onorevoli » Nilde Iotti et Carlo Azeglio Ciampi.
En 1996, il a reçu, le prix « città di Roma » pour les photographies du livre Roma Nostra ainsi que le compositeur Ennio Morricone pour la poésie Roma Amore publiée dans ce même livre.
De retour à Naples vers 2005, après avoir vécu à Rome, il s'y intéresse notamment aux graffitis,.

## Principales expositions

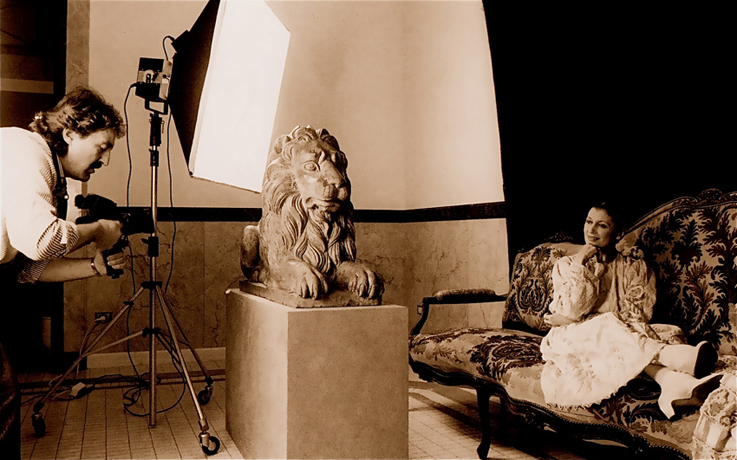
Augusto De Luca - Carla Fracci.

- 1981 : Italian Culture Institute - New York, États-Unis
- 1982 : Arteder '82 - Bilbao, Espagne
- 1982 : Galerie Fotografia Oltre - Chiasso, Suisse
- 1982 : Civic Gallery - Modena, Italie
- 1983 : Italian Cultural Society - Sacramento, Californie - États-Unis
- 1983 : Journées internationales de la photographie - Montpellier, France
- 1983 : Galerie Diaframma - Milan, Italie
- 1983 : Galerie Camara Oscura - Logroño, Espagne
- 1983 : Italian - American Museum - San Francisco, Californie - États-Unis
- 1984 : Institut italien de la Culture - Lille, France
- 1984 : Associacion Nacional Fotografos - Barcelone, Espagne
- 1984 : Rencontres Internationales de la photographie - Arles, France
- 1984 : Dept.of art of the University of Tennessee - Chattanooga, Tennessee, États-Unis
- 1985 : École des Beaux-Arts - Tourcoing, France
- 1985 : Galerie Vrais rêves - Lyon, France
- 1985 : Forum exposition "Un mois pour la photographie" - Centre culturel de Bonlieu, Annecy
- 1986 : Festival d'animation audiovisuelle - Saint-Marcellin (Isère)
- 1986 : musée d'art moderne - Liège, Belgique
- 1987 : Museo Principe Diego Aragona Pignatelli Cortes - Naples, Italie
- 1996 : Chambre des députés - Rome, Italie
- 1996 : Museo di Roma - Rome, Italie

## Publications
- Napoli Mia.(Centro Il Diaframma / Canon Edizioni Editphoto Srl - 1986)
- Napoli Donna.(Centro Il Diaframma / Canon Edizioni Editphoto Srl - 1987)
- Trentuno napoletani di fine secolo. Electa, Naples 1995  (ISBN 8843552066)
- Roma Nostra. Gangemi Editore, Rome 1996  (ISBN 978-88-7448-705-9)
- Napoli grande signora. Gangemi Editore, Rome 1997  (ISBN 978-88-7448-775-2)
- Il Palazzo di giustizia di Roma. Gangemi Editore, Rome 1998  (ISBN 978-88-492-0231-1)
- Firenze frammenti d'anima. Gangemi Editore, Rome 1998  (ISBN 978-88-7448-842-1)
- Bologna in particolare. Gangemi Editore, Rome 1999  (ISBN 978-88-7448-980-0)
- Milano senza tempo. Gangemi Editore, Rome 2000  (ISBN 978-88-492-0093-5)
- Torino in controluce. Gangemi Editore, Rome 2001  (ISBN 978-88-492-0211-3)
- Tra Milano e Bologna appunti di viaggio. Gangemi Editore, Rome 2002  (ISBN 978-88-7448-980-0)
- Swatch Collectors Book 1. Editore M. Item - Switzerland 1992  (ISBN 88-86079-01-X)
- Swatch Collectors Book 2. Editore M. Item - Switzerland 1992  (ISBN 88-86079-00-1)

## Collections
- Musée de la photographie à Charleroi, Belgique
- International Polaroid Collection - Cambridge, États-Unis
- Archivio Fotografico Comunale - Rome, Italie
- Bibliothèque nationale de France, Paris
- Galerie nationale des arts esthétiques de la Chine, Pékin

## Galerie

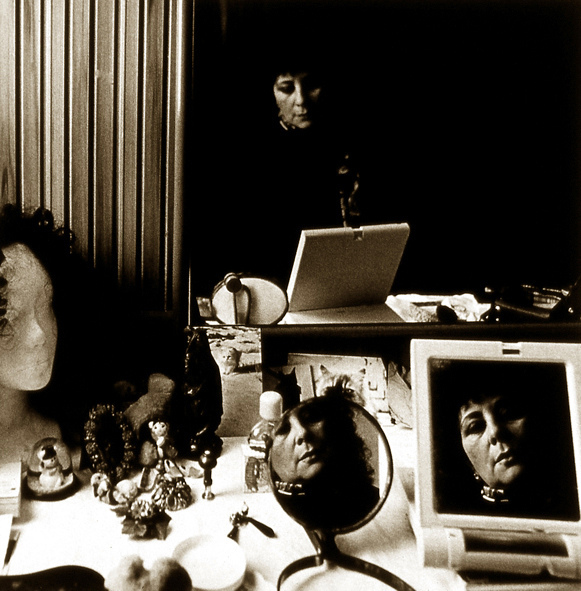
Portrait d'Isa Danieli
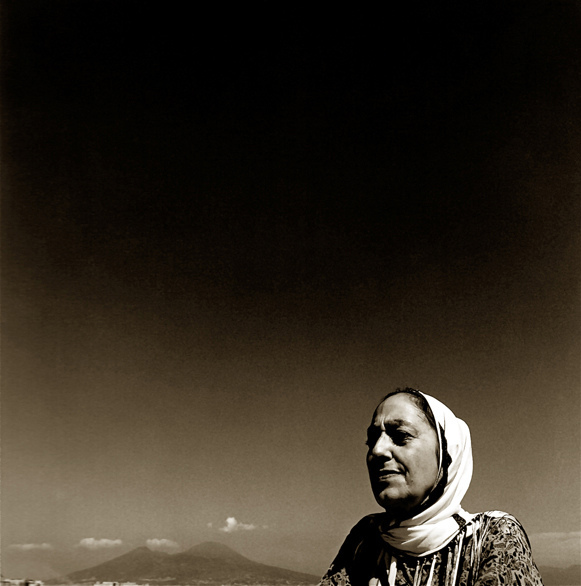
Portrait de Concetta Barra
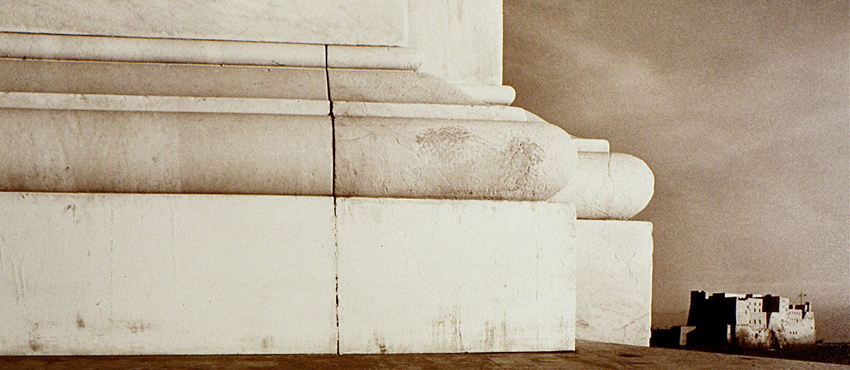
Naples
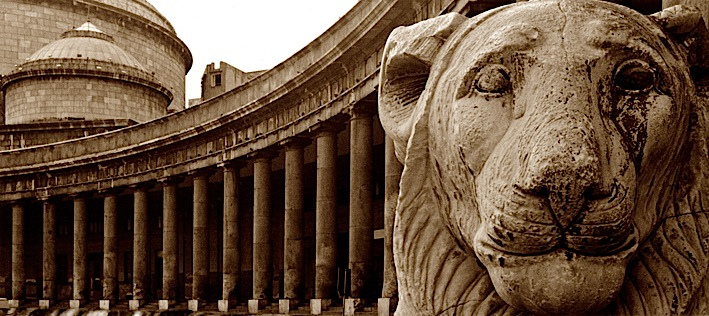
Naples
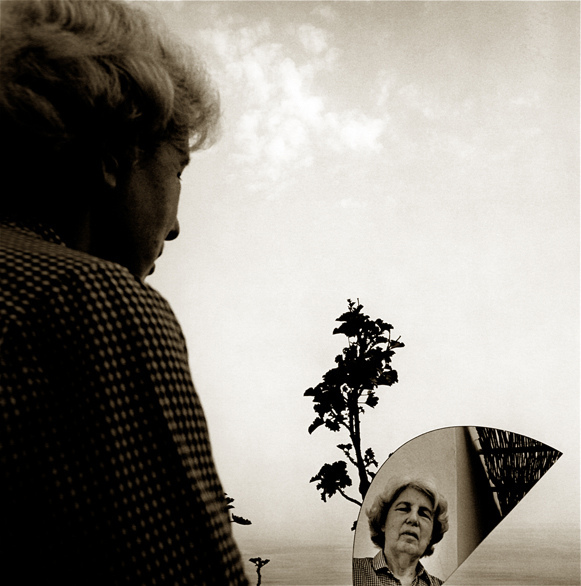
Portrait d'Elena Croce
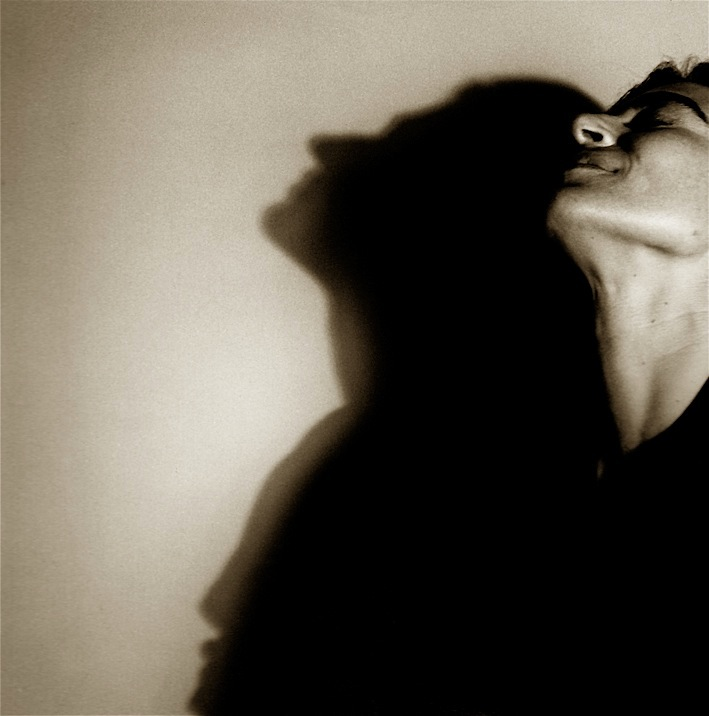
Portrait de Lina Sastri

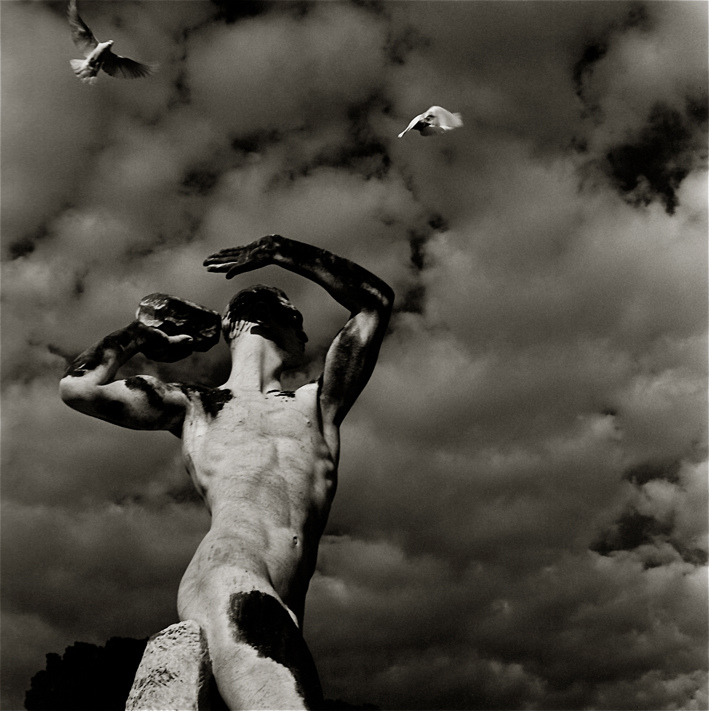
Rome
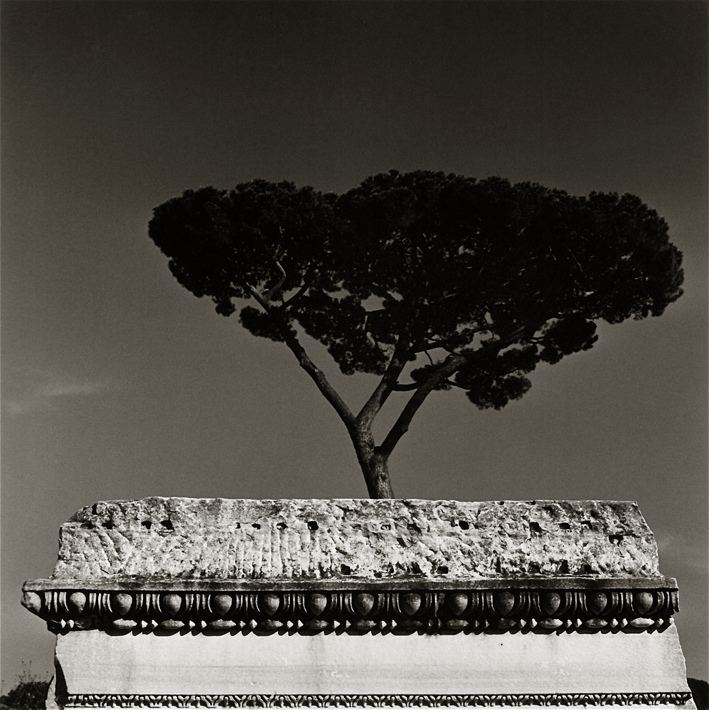
Rome
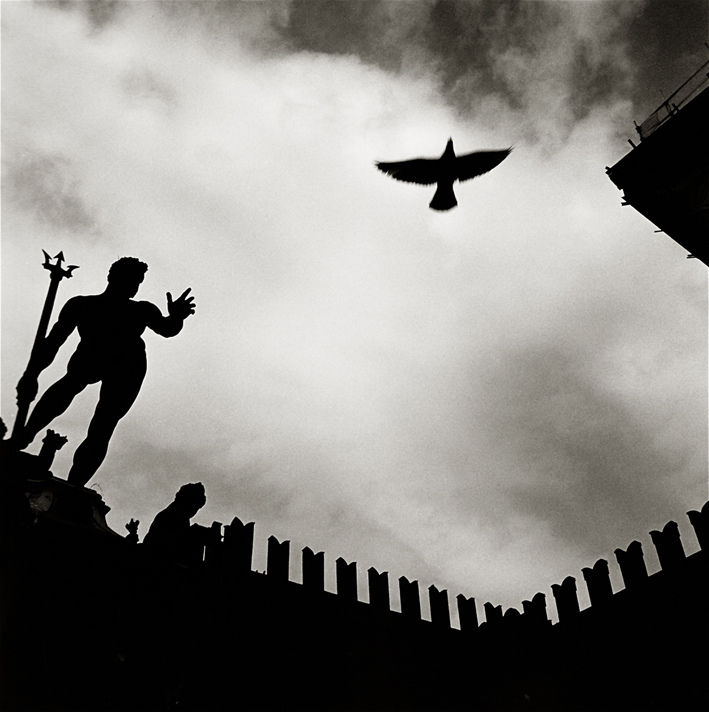
Bologne
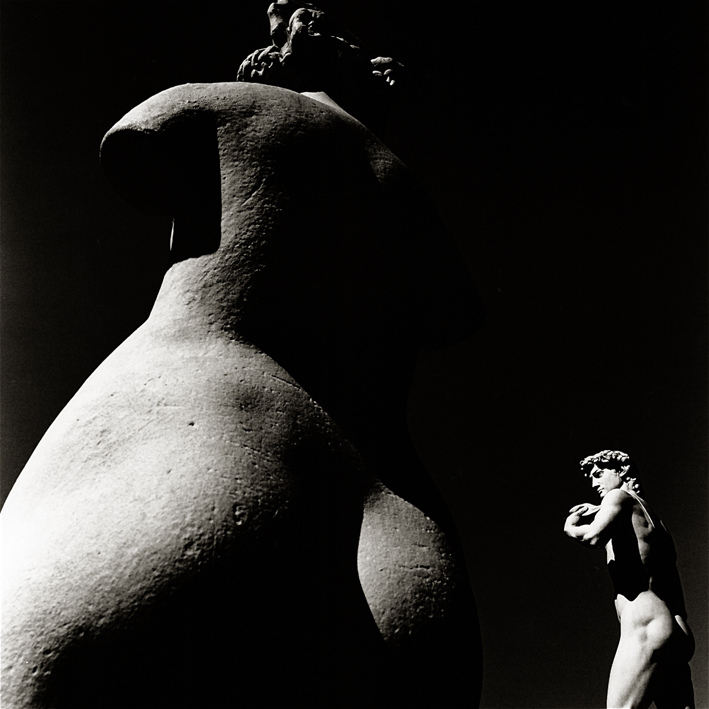
Florence
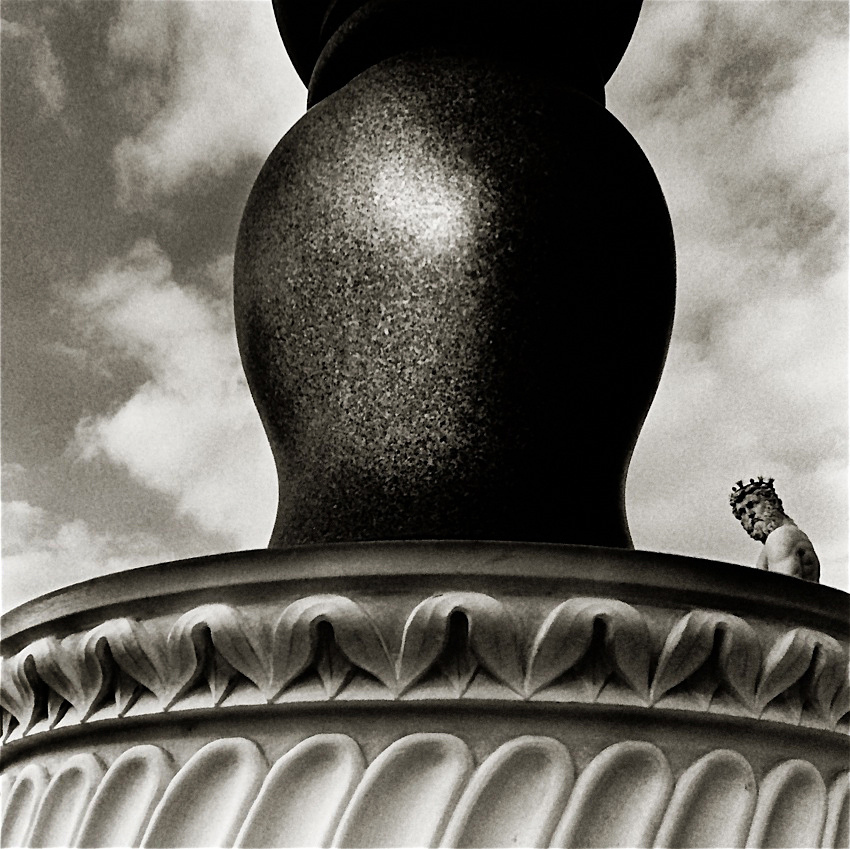
Florence
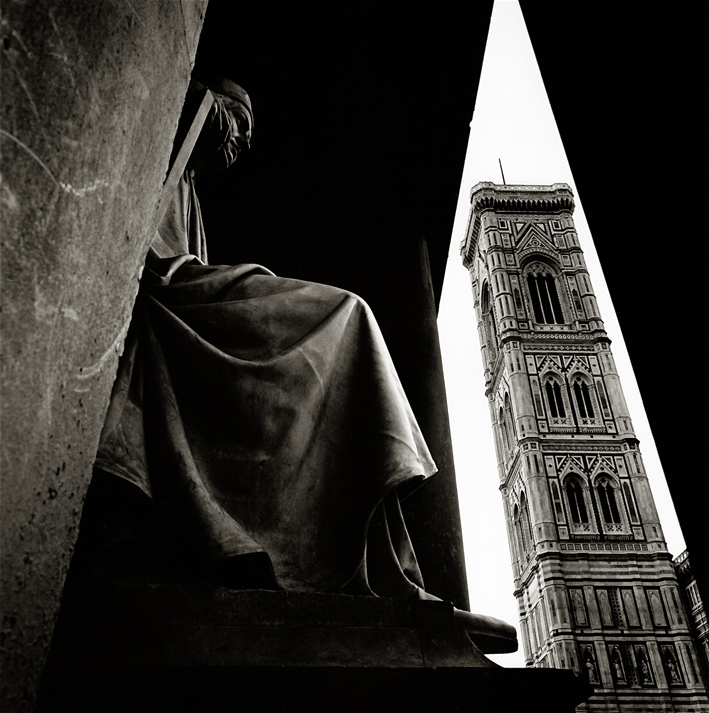
Florence